# Первомайское сельское поселение (Тверская область)
Первома́йское се́льское поселе́ние — муниципальное образование в Конаковском районе Тверской области. Образовано в 2005 году, включило в себя территорию Первомайского сельского округа.
На территории поселения находятся 21 населённый пункт. Административный центр — посёлок 1-е Мая.

## Географические данные
- Общая площадь: 232,3 км²
- Нахождение: северная часть Конаковского района
  - Граничит:
    - на северо-востоке — с Кимрским районом, Стоянцевским и Ильинским сельскими поселениями,
    - на юге — с Дмитровогорским и Селиховским (по Иваньковскому водохранилищу) сельскими поселениями,
    - на юго-западе — с Юрьево-Девичьевским сельским поселением,
    - на северо-западе — с Калининским районом, Каблуковское сельское поселение.

Главная река — Созь, впадающая здесь в Волгу (Иваньковское водохранилище).

## Транспорт
Основная автодорога — «Тверь — Рождествено — 1-е Мая — Ильинское».

Летом катер: 1-е Мая — Конаково. Плывет приблизительно 2 часа.

## Экономика
Основное хозяйство — СПК «Созь».

В посёлке 1-е Мая был стекольный завод, выпускавший парфюмерную стеклотару. В нескольких районах поселения реализуются девелоперские проекты. В 350 м от поселка 1-е Мая в 2010—2011 гг. началось строительство дачного поселка «Карповское».

## Население
| 2010  | 2011  | 2012  | 2013  | 2014  | 2015  | 2016  |
| ----- | ----- | ----- | ----- | ----- | ----- | ----- |
| 1237  | ↘1230 | ↘1205 | ↘1180 | ↘1126 | ↘1095 | ↘1071 |
| 2017  | 2018  | 2019  | 2020  | 2021  |       |       |
| ↘1063 | ↘1048 | ↘984  | ↘955  | ↗997  |       |       |

На данный момент население стремительно убывает и составляет (на 01.01.2020) 955 человек.

## Состав поселения
На территории поселения находятся следующие населённые пункты:
| №  | Тип нп | Название         | Население (2008 год) |
| -- | ------ | ---------------- | -------------------- |
| 1  | пос.   | 1-е Мая          | 694                  |
| 2  | дер.   | Ближнее Хорошово | 4                    |
| 3  | дер.   | Говорово         | 7                    |
| 4  | дер.   | Головино         | 5                    |
| 5  | дер.   | Городище         | 5                    |
| 6  | дер.   | Дальнее Хорошово | 5                    |
| 7  | дер.   | Дмитровка        | 0                    |
| 8  | дер.   | Карповское       | 22                   |
| 9  | дер.   | Клыпино          | 5                    |
| 10 | дер.   | Мерилово         | 9                    |
| 11 | дер.   | Михалиха         | 6                    |
| 12 | дер.   | Мыслятино        | 57                   |
| 13 | дер.   | Никольское       | 143                  |
| 14 | дер.   | Окулово          | 16                   |
| 15 | дер.   | Осипово          | 32                   |
| 16 | дер.   | Поповское        | 416                  |
| 17 | дер.   | Перетрусово      | 10                   |
| 18 | дер.   | Устье            | 12                   |
| 19 | дер.   | Харитоново       | 27                   |
| 20 | дер.   | Харлово          | 3                    |
| 21 | дер.   | Цыбино           | 0                    |

### Бывшие населенные пункты
При создании Иваньковского водохранилища (1936—1937 годы) затоплены (переселены) деревни: Борок, Притыкино, Пустыри, Кильяково, Санниково, Ерофеево, Мосеево, Клинцово, Гусиха.

Также исчезли деревни Елизаветино, Козулиха, Поляны, Пригодино, Яглово и другие.

Деревни Чириково и Верхнее Поречье образовали посёлок 1-е Мая.

## История
В XII—XIV вв. территория поселения относилась к Владимиро-Суздальскому, затем к Тверскому княжеству. В XIV веке присоединена к Великому княжеству Московскому.

- После реформ Петра I территория поселения входила:[14]
  - в 1708—1727 гг. в Санкт-Петербургскую (Ингерманляндскую 1708—1710 гг.) губернию, Тверскую провинцию,
  - в 1727—1775 гг. в Новгородскую губернию, Тверскую провинцию,
  - в 1775—1781 гг. в Тверское наместничество, Тверской уезд,
  - в 1781—1796 гг. в Тверское наместничество, Корчевской уезд,
  - в 1796—1803 гг. в Тверскую губернию, Тверской уезд,
  - в 1803—1922 гг. в Тверскую губернию, Корчевской уезд,
  - в 1922—1929 гг. в Тверскую губернию, Кимрский уезд,
  - в 1929—1935 гг. в Московскую область, Кузнецовский (с 1930 — Конаковский) район,
  - в 1935—1937 гг. в Калининскую область, Конаковский район,
  - в 1937—1959 гг. в Калининскую область, Оршинский район,
  - в 1959—1963 гг. в Калининскую область, Конаковский район,
  - в 1963—1965 гг. в Калининскую область, Калининский район,
  - в 1965—1990 гг. в Калининскую область, Конаковский район,
  - с 1990 в Тверскую область, Конаковский район.

В середине XIX-начале XX века большинство деревень поселения относились к Николо-Созинской волости (центр — с. Поповское) Корчевского уезда.
В 1940-50-е годы на территории поселения существовали Хорошевский, Первомайский и Устьинский сельсоветы Оршинского района Калининской области.

## Известные люди
В деревне Санниково (затоплена Иваньковским водохранилищем) родился Герой Советского Союза Илья Николаевич Кузин.

 В ныне не существующей деревне Елизаветино родился Герой Советского Союза Василий Михайлович Усков.

 В ныне не существующей деревне Мосеево родился Герой Советского Союза Иван Гаврилович Топориков.